# Елин Пелин (град)
Елин Пелин (до 1950. године Новоселци) је град у западном делу Бугарске. Налази се у Софијској области и административни је центар општине Елин Пелин. Град је добио име по чувеном бугарском писцу Елину Пелину.

## Географија
Овај град се налази у равничарској регији на Софијском пољу, и простире се на обе обале реке Лесновска.

## Галерија
- Трг „Независност“
- Споменик писцу Елину Пелину
- Зграда општинске администрације
- Црква Светог Николе Мирликијског